# Андрей Звягинцев
Андрей Звягинцев(на руски: Андре́й Петро́вич Звя́гинцев) е руски филмов режисьор и актьор.
Известен е най-вече с филмите си „Завръщане“ от 2003 г., който печели „Златен лъв“ на филмовия фестивал във Венеция, и „Левиатан“ от 2014 г., който получава „Златен глобус“ за най-добър чуждоезичен филм и номинация за „Оскар“ в същата категория. През 2007 г. филмът му „Изгнание“ получава номинация за „Златна палма“.

## Биография
Роден е на 6 февруари 1964 г. в Новосибирск, където получава образование за актьор. От 1986 г. живее в Москва, където следва в Руската академия за театрални изкуства. Между 1992 и 2000 г. работи като актьор в киното и театъра.

## Филмография
| година | филм               | оригинално заглавие              | бележки            |
| ------ | ------------------ | -------------------------------- | ------------------ |
| 2000   | Черната стая       | Чёрная комната                   | ТВ сериал          |
| 2003   | Завръщане          | Возвращение                      |                    |
| 2007   | Изгнание           | Изгнание                         |                    |
| 2009   | Ню Йорк, Обичам те | New York, I Love You (Apocrypha) | сегмент: (Апокриф) |
| 2011   | Експеримент 5IVE   | Experiment 5IVE (Mystery)        | сегмент: (Тайна)   |
| 2011   | Елена              | Елена                            |                    |
| 2014   | Левиатан           | Левиафан                         |                    |
| 2017   | Без любов          | Нелюбовь                         |                    |